# David C. Kelley
David Christopher Kelley (nacido el 23 de junio de 1949) es un filósofo estadounidense reconocido como objetivista. Aunque se identifica con esta corriente, su enfoque más flexible, que permite incorporar ideas de otras filosofías al objetivismo, ha generado tensiones con otros pensadores del movimiento. Además de ser autor de varios libros sobre filosofía, Kelley es el fundador de La Sociedad Atlas, organización que estableció en 1990 tras separarse de Leonard Peikoff y el Instituto Ayn Rand.

## Educación y carrera
David Kelley nació en Shaker Heights, Ohio. Obtuvo su licenciatura y maestría en Filosofía en la Universidad Brown, donde fue alumno del racionalista Roderick Chisholm. En 1975, obtuvo su doctorado en Filosofía en la Universidad de Princeton, presentando su tesis titulada La evidencia de los sentidos, dirigida por Richard Rorty.Durante siete años, se desempeñó como profesor adjunto de filosofía y ciencias cognitivas en el Vassar College.Más adelante, impartió clases de lógica por un corto periodo en la Universidad Brandeis, mientras colaboraba como escritor independiente para Barron's y otras publicaciones.
Como parte del círculo cercano de Ayn Rand, Kelley participó en su funeral en 1982, donde leyó su poema favorito, If— de Rudyard Kipling.

### Facción «abierta» del objetivismo
En 1985, Leonard Peikoff y Ed Snider fundaron el Instituto Ayn Rand (ARI) con el objetivo de promover el estudio y la defensa del objetivismo.Kelley estuvo vinculado al ARI en sus primeros años, pero en 1989 surgió una fuerte controversia cuando Peter Schwartz, editor del boletín objetivista The Intellectual Activist, lo criticó por haber ofrecido una conferencia en un evento organizado por Laissez Faire Books (LFB), una librería de corte libertario.Schwartz argumentó que, al participar en este evento, Kelley estaba otorgando una aprobación moral implícita al LFB, lo que, según él, iba en contra del principio objetivista de no sancionar ideas contrarias a sus valores. Consideraba que LFB era moralmente cuestionable por promover libros como La Pasión de Ayn Rand, obra que Schwartz consideraba hostil y difamatoria hacia Rand y el objetivismo.En respuesta, Kelley escribió un ensayo de distribución privada titulado Una cuestión de sanción, en el que rechazaba la interpretación restrictiva de Schwartz sobre este principio.Más tarde, Peikoff respaldó la postura de Schwartz y declaró que las ideas de Kelley contradecían los fundamentos del objetivismo. Además, afirmó que el objetivismo debía considerarse un "sistema cerrado", limitado exclusivamente a los principios filosóficos defendidos por Ayn Rand.
En 1990, Kelley estableció el Instituto de Estudios Objetivistas (IOS), una entidad sin fines de lucro enfocada en promover la "razón, el individualismo, el logro y el capitalismo".El IOS nació como una alternativa al Instituto Ayn Rand y se dedicó a apoyar investigaciones académicas sobre el objetivismo, además de organizar talleres de verano para académicos y estudiantes de posgrado. En 1999, la organización cambió su nombre a El Centro Objetivista (TOC) al adoptar un enfoque más orientado hacia la divulgación pública y la defensa de sus principios.
Para enfocarse en sus proyectos académicos, Kelley dejó en 2004 su puesto como director ejecutivo del TOC, momento en que la organización pasó a llamarse La Sociedad Atlas (TAS). En 2008, retomó el cargo de director ejecutivo y se retiró en 2018, aunque sigue formando parte del consejo directivo de TAS.

### Trabajo académico
Los escritos de Kelley cubren varios temas filosóficos, entre ellos La evidencia de los sentidos, que defiende un tipo particular de realismo directo en la percepción; Individualismo sin límites, donde analiza la benevolencia como una virtud; Una vida propia, que ofrece una crítica moral al estado de bienestar; y El legado controvertido de Ayn Rand, que aborda las divisiones dentro del movimiento objetivista.Además, junto con Roger Donway, coescribió Laissez Parler: Libertad en los medios electrónicos, un análisis crítico sobre la regulación gubernamental de la radiodifusión.
Desde 1998, Kelley ha publicado pocas obras académicas en filosofía, pero ha seguido dando conferencias, dictando cursos y escribiendo sobre política y temas actuales. Durante una década ha trabajado en su proyecto principal, La estructura lógica del objetivismo, que coescribe junto al economista William Thomas. Su artículo académico más reciente, titulado Rand versus Hayek sobre la abstracción, apareció en el número de otoño de 2011 de Reason Papers y examina las similitudes y diferencias entre las ideas de Rand y Friedrich Hayek sobre la mente y la cognición.
Kelley trabajó como consultor de guion en La rebelión de Atlas: Parte III, la tercera entrega de la adaptación cinematográfica de la novela de Ayn Rand, La rebelión de Atlas.

## Trabajos
- La evidencia de los sentidos: una teoría realista de la percepción (1986) Louisiana State University Press (basado en su tesis doctoral de Princeton) ISBN 0-8071-1476-6
- Una teoría de la abstracción (texto completo; ISBN 1-57724-062-6 ) (2001) El Centro Objetivista. Publicado originalmente en Cognition and Brain Theory, 1984, v. 7 (3 y 4), págs. 329–57.
- "Rand versus Hayek sobre la abstracción" (texto completo), en Reason Papers: A Journal of Interdisciplinary Normative Studies, vol. 33 (otoño de 2011), págs. 12–30.
- "Rand y objetividad" (texto completo), en Reason Papers: A Journal of Interdisciplinary Normative Studies, vol. 23 (otoño de 1998), págs. 83–86.
- Evidencia y Justificación (texto completo); ISBN 1-57724-019-7 ) (1998) El Instituto de Estudios Objetivistas. Publicado originalmente en Reason Papers: A Journal of Interdisciplinary Normative Studies, vol. 16, 1991, págs. 165–79.
- El arte de razonar (1988). Publicado originalmente en 1998 por W. W. Norton, actualmente se encuentra en su quinta edición.
- Individualismo sin límites: La base egoísta de la benevolencia (1996, rev. 2.ª ed. 2003) ISBN 1-57724-066-9.
- Una vida propia: derechos individuales y el Estado de bienestar (1998) ISBN 1-882577-71-X.
- El legado controvertido de Ayn Rand: verdad y tolerancia en el objetivismo (2.ª edición, texto completo); ISBN 0-7658-0060-8 y ISBN 1-57724-010-3 ).
- Kelley (2008). "Objectivism". In Hamowy, Ronald (ed.). The Encyclopedia of Libertarianism. Thousand Oaks, CA: SAGE; Cato Institute. págs. 363–64. doi:10.4135/9781412965811.n221. ISBN 978-1412965804. LCCN 2008009151. OCLC 750831024.